# 정수환 (1987년)
정수환(1987년 9월 16일 ~ )은 대한민국의 가수이자 보컬 코치이다.

## 보컬 코치 정수환
- 보이스큐어 보컬 스튜디오 대표/보컬 코치[1]
- speech Level Singing '스타처럼 노래하세요' 저서 Sethriggs, Greg enriquez 사사
- 2012년 국제발성협회 speech Level Singing  Certified Instructor Level 1.0 (협회 공식 인증 교사)
- 2013년 국제발성협회 speech Level Singing  Certified Instructor Level 1.5 (협회 공식 인증 교사)
- 2018년 대경대학교 남양주캠퍼스 K-POP과 보컬 외래교수
- 현. 국제발성협회 MSSVOCAL® INTERNATIONAL TRAINING ORGANIZATION K-Pop Training 대표
- 현. 드레이드얼라이언스 엔터테인먼트 보컬 트레이닝
- 현. 초코 엔터테인먼트 보컬 트레이닝
- 현. 뮤직웍스 엔터테인먼트 보컬 트레이닝

## 학력
- 원종고등학교 (졸업)
- 호원대학교 실용음악과 보컬 전공 (휴학)

## 활동 경력
- 뮤지컬 '노트르 담 드 파리' Korean Version 음반 코러스 세션
- 바이브, 이영현, 포맨 'Crazy Soul' 콘서트 코러스 세션
- 키보이스&히식스 부산 콘서트 코러스 세션
- 메이드업 엔터테인먼트 퍼포먼스팀 'United Soul' 보컬  활동
- 아카펠라 그룹 'Daily Bread' 활동
- 유진 기업 CM Song 참여
- 작곡가 가이드 녹음, 대학 축제 행사 공연 다수
- 한국관광공사지원 TBE STUDIO 해외 관광객  " K-DRAMA OST "  라이브 보컬리스트 쇼케이스 참여

## 음반 활동
- 아루앤폴 엔터테인먼트 Vol.3 정수환 - 뒤돌아서다 Digital Single 참여 (보컬)
- 아루앤폴 엔터테인먼트 Take.5 영화(Movie) 너에게 Digital Single 참여 (보컬)
- 정수환 - 같은 이유 Digital Single 발매 (작사,작곡, 보컬)
- 그룹 엠피츠 - You're the reason of my life Digital Single 발매 (코러스 편곡, 보컬, 코러스 세션)
- 그룹 엠피츠 - 니가 Digital Single 발매 ( 보컬, 코러스 편곡, 코러스 세션)

## 트레이닝 경력
- 前 아루앤폴 엔터테인먼트 소속 아티스트 보컬 트레이닝
- 前 포츈 엔터테인먼트 연습생 보컬 트레이닝
- 前 YGkplus 엔터테인먼트 연습생 보컬 트레이닝
- 現 뮤직웍스 엔터테인먼트 연습생 보컬 트레이닝
- 아이돌 그룹 마이틴 “송유빈, 천진, 국헌, 태빈,  은수” 보컬 트레이닝
- 프로듀스101 시즌1 김소희(아이비아이) 보컬 트레이닝
- JTBC “믹스나인” 아이돌 프로그램 “김시현, 김국헌, 김상진, 이지은, 임소현” 보컬 트레이닝
- MNET "프로듀스48' 한일 합작 프로그램 "윤해솔, 최소은, 최연수, 안예원 " 보컬 트레이닝
- MBC "복면가왕" '김소희' 출연 보컬 트레이닝
- MNET  "프로듀스X101" 김국헌 보컬 트레이닝
- 제이블랙 & 마리 보컬 트레이닝
- 아이돌 그룹 스누퍼 "상일" 보컬 트레이닝
- 가수 임세준 보컬 트레이닝
- 호원대, 단국대, 동아방송대, 여주대, 한양대 등등 실용음악과, 뮤지컬, 성악과 전공생 보이스/보컬 코치

## 강연 경력
- 2017년 6월 28일 · 4년제 학점은행 한국예술원 "실용음악 선배의 조언 그리고 보컬 특강"
- 2017년 10월 29일 · 보이스큐어 보컬 스튜디오 오프라인 보컬 세미나

- 2018년 4월 15일 · 중국 MSSVOCAL 온라인 보컬 세미나
- 2018년 8월 18 ~ 22일 · 중국 MSSVOCAL K-Pop 상해 오프라인 워크숍
- 2018년 10월 17 ~ 23일 · 중국 상해 MITO 1st Annual Forum & Workshop K-Pop Vocal Training
- 2019년 8월 04 ~ 08일 · 중국 상해 MITO 2nd Annual Forum & Workshop K-Pop Vocal Training